# Stará nemocnice (Hradec Králové)
Stará nemocnice je označení pro areál původní okresní nemocnice v Hradci Králové (Nezvalova 265) na pravém břehu řeky Orlice. V areálu se nachází rehabilitační klinika, součást Fakultní nemocnice Hradec Králové.

## Předchůdce – městská nemocnice
První veřejná nemocnice v Hradci Králové byla zřízena v roce 1867, a to v Dlouhé ulici v obecním domě čp. 98 v místě dnešního Klicperova divadla. Stalo se tak po usnesení městského zastupitelstva. Tato městská všeobecná veřejná nemocnice s kapacitou 30 lůžek byla slavnostně otevřena a vysvěcena děkanem Janem Nepomukem Raisem za účasti mnoha vojenských, duchovních a občanských hodnostářů dne 24. listopadu 1867. Již po necelých sedmi letech provozu však byla nemocnice v roce 1874 kvůli nedostatku finančních prostředků a pro neshody městského zastupitelstva s místodržitelstvím zrušena.
Zrušením nemocnice vyvstala potřeba nové veřejné nemocnice. Situaci řešil okres. Jenže Hradec Králové byl jako pevnostní město stále spoután hradbami, a tak nebylo kam nemocnici umístit. Situace se změnila až v roce 1884, kdy byla hradecká pevnost zrušena.

## Okresní nemocnice arcivévodkyně Elišky
O výstavbě veřejné okresní nemocnice (pro ošetřování nemocných z Hradce Králové a okolí) rozhodlo okresní zastupitelstvo dne 22. prosince 1884. Okresní komis vybrala bývalý fortifikační pozemek o ploše 1557 sáhů čtverečních, resp. 5600 m2 za Slezskou bránou u pozdějšího Malšovického mostu na pravém břehu řeky Orlice vně původních hradeb města. Okresní výbor o něj prostřednictvím místodržitelství úspěšně požádal císaře. Definitivně se podařilo pozemek získat v červnu 1885 za 460 zlatých. Výstavbu nemocničního areálu provedl v letech 1885–1886 podle projektu arch. Viktora Weinhengsta stavitel Josef Falta. Výstavba stála včetně vybavení 89 518 zlatých a 30 krejcarů, na což si okres půjčil u pražské městské spořitelny. Na výstavbu přispělo také několik dárců, kteří byli zapsáni v pamětní knize a kteří dohromady věnovali2 358,62 zl.
Ačkoliv byla stavba dokončena již na podzim roku 1886, do provozu mohla být uvedena až po výnosu c. k. ministerstva vnitra z 10. března 1887, který ji prohlásil za veřejnou. Nemocnice byla následně otevřena dne 31. března 1887. Dostala název Okresní nemocnice arcivévodkyně Elišky a disponovala kapacitou 74 lůžek. Za ošetření a den v nemocnici se platilo 54 krejcarů za osobu.
Jednalo se o monoprimariát, tedy nemocnice měla pouze jedno oddělení a primáře. Prvním primářem nemocnice byl od roku 1887 MUDr. Josef Potoček. Správcem nemocnice byl František Hofman. V březnu 1889 se sekundářem stal MUDr. Otakar Klumpar.
Ošetřování nemocných obstarávaly nejprve civilní ošetřovatelky. Od 1. prosince 1889 tuto práci dostaly na starost Šedé sestry III. řádu sv. Františka Serafínského, kterých bylo zpočátku pět. Hlavním oddělením nemocnice byla chirurgie, jejíž součástí byla i porodnice a gynekologie. Rodilo se v předsálí operačního sálu a k porodům byly přijímány pouze ženy s komplikovaným porodem.
Potoček zemřel předčasně 3. listopadu 1896 ve věku 51 let. Od 1. července 1897 do roku 1905 vykonával pozici primáře dosavadní sekundář Klumpar. Pozici sekundáře poté nově obsadil MUDr. Josef Morávek, který však zemřel již 9. dubna 1899 na tuberkulózu ve věku 33 let. Pozici následně vykonával MUDr. Ladislav Tvrzský, který se později (v roce 1928) stal primářem interního oddělení. Za Klumpara došlo k počátkům odborné dělby práce, mj. založením očního oddělení v 9. dubna 1902/1903, na němž působil Adolf Hála (1875–1906).
Význam hradecké nemocnice už v závěru 19. století dokladuje fakt, že v Hradci Králové se dne 20. července 1890 konal sjezd ústřední jednoty českých lékařů. Při této příležitosti nemocnici navštívili mnozí významní lékaři – anatom Jaroslav Hlava, dermatolog Vítězslav Janovský, Jan Mitvalský, zubní lékař Eduard Nessel či Moric Baštýř. Roku 1898 byl zaveden vodovod pro užitkovou vodu či troje lázně pro nemocné. V roce 1903 vznikl nový aseptický operační sál a ten původní v přízemí sloužil pro převazy a septické operace. Ve stejném roce byla vybudována kanalizace, splachovací záchody a nově byl vydlážděn dvůr nemocnice. Pitná voda byla v roce 1905 zavedena jen do suterénu. V roce 1905 Klumpar na svůj post rezignoval a stal se městském lékařem.
Na Klumparův návrh na místo primáře nově nastoupil chirurg. Od 1. ledna 1906 tak byl Klumpar vystřídán MUDr. Bedřichem Honzákem, do té doby asistentem na chirurgické klinice prof. Karla Maydla v Praze a zároveň žákem gynekologické školy prof. Karla Pawlíka. Ze začátku zastával stejně jako předchozí dva primáři práci chirurga, porodníka i internisty zároveň. Službu ztěžovaly nevyhovující technické a materiální podmínky. Proto Honzák požádal zřizovatele (okresní výbor) o finanční příspěvek, který dostal ve výši 9 tisíc korun. Nemocnici díky tomu vybavil moderními sterilizačními přístroji a dalším novým chirurgickým vybavením. Do bytu primáře a sekundáře byl zaveden telefon. V roce 1909 došlo k velkému kvalitativnímu posunu, když byla zavedena do nemocnice elektřina, a tedy světlo. Do té doby se operace prováděly jen za denního světla. Nemocnice v roce 1924 získala svůj první rentgenový přístroj.
Honzák zároveň podporoval zvýšení počtu odborných lékařů a následně odbornou reorganizaci nemocnice, když měl nemalou zásluhu na postupném osamostatnění čtyř lékařských oborů ve staré nemocnici. Když nastupoval, byli v nemocnici jen dva lékaři – on jako primář a sekundář. Po roce 1909 již pracovali v nemocnici kromě primáře také sekundář Leopold Rejmánek, ordinář Ladislav Tvrzský a čtvrtým lékařem se stal oční lékař Josef Saska. V závěru roku 1924 došlo z podnětu primáře Honzáka ke vzniku oddělení pro choroby ušní, nosní, krční. Primářem tohoto oddělení se stal Václav Tesař.
Od otevření v březnu 1887 do 31. prosince 1892 bylo léčeno 4 654 nemocných. Provozní náklady za stejnou dobu činily 61 706 zlatých a 29 krejcarů. V roce 1892 bylo léčeno 997 pacientů a náklady činily 12 990 zlatých 50 krejcarů. Průměrný roční počet pacientů v letech 1887–1900 činil asi 730 osob. Oproti tomu průměrný počet v letech 1900 až 1913 už byl 1640 osob.

### Snahy o rozšíření
Po zbourání hradeb se město velmi rychle rozvíjelo. Navíc si ústav rychle získal i značný věhlas. Z obou důvodů kapacita nemocnice rychle přestávala stačit. Pro větší rozvoj ale nebyl areál nemocnice o ploše půl hektaru u řeky příliš vhodný. V roce 1886 byla v sousedství okresní nemocnice postavena budova/barák infekční (epidemické) nemocnice (od arch. Červenky) s 24 lůžky. K okresní nemocnici byla přiřazena roku 1889, když byla pronajata od města. S cílem zvýšení kapacity nemocnice byl také zrušen byt správce. V roce 1903 byl v patře zřízen aseptický operační sál a situace s nedostatkem lůžek se stala kritická. Na rozdíl od jiných okresních nemocnic byla tato vedena chirurgem a byla schopná operativní medicíny. Tím se výrazně zvětšovala spádovost hradecké nemocnice nad její oficiální vymezení, a tedy poptávka po jejích službách. Ačkoliv se postupně i úroveň v dalších nemocnicích zvyšovala a spádovost se postupně zmenšovala, ještě v roce 1927 tvořili pacienti z jiných okresů nadpoloviční většinu.
Na přelomu století primář Klumpar navrhoval přístavby a sám vytvořil skici. Okresní zastupitelstvo však tyto návrhy zamítlo, protože se bálo, že při další potřebě nebude kam nemocnici rozšiřovat. Již krátce po roce 1900 tak padlo rozhodnutí Okresního výboru o vybudování zcela nového nemocničního areálu s tím, že dosavadní areál by fungoval jako chorobinec. Problémem bylo najít vhodný pozemek. Nepodařilo se získat žádný. V roce 1911 došlo k rozhodnutí výstavbu nové nemocnice odložit, dokud nevzniknou nové župy, čímž zároveň měly zaniknout okresy, mj. tedy dosavadní zřizovatel nemocnice. Předpokládalo se, že novou velkou nemocnici potom zřídí právě župa. Pro vyřešení akutní situace bylo rozhodnuto alespoň o přístavbě stávající nemocnice. Od města byly zakoupeny pozemky o výměře 5 257 sáhů čtverečních navazující na dosavadní prostor nemocnice. Celkově tato koupě s částečnou výměnou pozemku pro silnici stála 94 tisíc korun. Bylo zažádáno o schválení staveniště, což se povedlo v roce 1913, ačkoliv s připomínkou, že je potřeba vybudovat nemocnici na místě novém. Následně bylo v roce 1913 řešeno vypracování projektu přístavby. Na projektu pracoval vrchní zemský rada O. Janota. Snahy o rozšíření i výstavbu nového areálu ovšem přerušila první světová válka.
V době první světové války se rychle šířily infekční nemoci, např. cholera. Zejména proto byl v roce 1915 postaven provizorní barák se čtyřmi vchody, který měl ulehčit chodu nemocnice a pomoci zadržet a lokalizovat nebezpečné infekce – skvrnitý a břišní tyfus, záškrt, úplavici, neštovice a v roce 1918 i těžkou epidemii chřipky. Kapacita baráku měla být 50 nemocných. Polovina postelí byla vyhrazena pro nemocné přímo z Hradce Králové. Kolaudace proběhla 19. července 1915. Ke konci první světové války byla zřízena také letní lehárna pro nemocné tuberkulózou. Počet zaměstnanců nemocnice v té době klesl na minimum. Za války byli nemocní převáženi i do jiných budov, např. do budovy Obecných a měšťanských škol (dnes Gymnázia Boženy Němcové) zámečnické školy i Rudolfina.
V roce 1920 byly konečně předválečné návrhy na přístavbu Zemskou zdravotní radou schváleny. Následně v letech 1923–1924 došlo k nástavbě druhého patra původní budovy podle projektu Václava Rejchla. Výstavbu provedla firma Capoušek, Šandera a Chudomel z Hradce Králové. Kapacita touto investicí za více než 1,5 mil. Kč stoupla o 70 lůžek. V rámci rekonstrukce bylo zavedeno ústřední topení, rozvedena teplá voda, upraveny operační sály, pokoje pro pacienty a sociální zařízení. Byly vyměněny postele, prádlo i přikrývky. Kapacita lůžek se tehdy zvýšila na 213/215. Na přelomu let 1924/1925 však vzniklo oddělení ORL, čímž se opět zvětšila klientela, a zvláště specializovaná oddělení měla až 90 % klientů původem mimo hradecký okres a nemocnice tímto plnila funkci župní nemocnice. Rozhodnutí o nové nemocnici bylo nevyhnutelné. Župní zřízení bylo sice uzákoněno, ale reálně nebylo realizováno. V roce 1925 nakonec okresní správní komise rozhodla o výstavbě komplexu tzv. nové nemocnice (navrženo Otou Pickem). K ní došlo v letech 1926–1928 podle projektu architekta Bedřicha Adámka, který se na nemocniční stavby specializoval. Kapacita nového areálu činila při 10 pavilonech 514 lůžek. Nová nemocnice se po zřízení lékařské fakulty v Hradci Králové v roce 1945 změnila ve fakultní nemocnici.

## Masarykův okresní chorobinec
Souběžně s rozhodnutím o výstavbě nové nemocnice padlo také rozhodnutí o novém využití staré nemocnice. Okresní správní komise rozhodla o přebudování na okresní chorobinec. Prezident Masaryk byl požádán, aby instituce mohla nést jeho jméno. Žádost byla úspěšně vyslyšena, a tak vznikl Masarykův okresní chorobinec. Do provozu byl uveden v květnu 1929. Plánovaná kapacita 150 lůžek ani zde nedostačovala. Reálně bylo již v roce 1930 v ústavu umístěno 166 osob a o rok později dokonce 189 pacientů. Nemocní získali po příchodu ošacení a prádlo na jeden rok. O pacienty se staral ústavní lékař. V roce 1933 byli kromě něj zaměstnáni také správce, domovník, dvě kuchařky, tři zdravotní ošetřovatelky a sedm pomocných pracovnic. Koritenská (2005) uvádí v počátcích čtrnáct zaměstnanců – jednoho lékaře, správce, kuchařku, pomocnou kuchařku, dvě civilní ošetřovatelky, pomocnou ošetřovatelku a šest žen pomocného personálu.

## Pozdější využití
Za druhé světové války zde byl druhý rezervní lazaret.
Areál staré nemocnice zůstal součástí okresní a později fakultní nemocnice.
Po roce 1950 se do rekonstruované budovy přestěhovala ortopedická klinika, čímž získala vlastní operační sály, rentgenové pracoviště, rehabilitaci a laboratoř. V 60. letech 20. století zde bylo vytvořeno samostatné septické oddělení s 25 lůžky a vlastním operačním sálem. V 70. letech 20. století zde byla umístěna ortopedická a neurologická klinika a rehabilitační oddělení. V roce 1986 se ortopedická klinika přestěhovala do areálu nové nemocnice do prostor dříve využívaných chirurgickou klinikou, nově přestěhovanou do speciálního pavilonu.
Neurologická klinika sídlila v hlavní budově Staré nemocnice do roku 2011. V areálu je stále v provozu rehabilitační klinika, klinika pracovního lékařství a protetika. V roce 2019 vypsala fakultní nemocnice výběrové řízení na využití prostor pro potřeby zdravotnického centra dlouhodobé intenzivní ošetřovatelské péče (DIOP) a následné intenzivní péče (NIP). Provoz byl zahájen v roce 2021 a zajišťuje jej společnost Estrella Health. Nové zdravotní centrum vzniklo po stavebních úpravách jednoho z pavilonů bývalé neurologie.